# Robi Saarma
Robi Saarma, né le 20 mai 2001 à Tallinn en Estonie, est un footballeur international estonien. Il évolue au poste d'ailier droit au Paide Linnameeskond.

## Biographie

### En club
Né à Tallinn en Estonie, Robi Saarma est formé par le FC Nõmme United (en). C'est avec ce club qu'il fait ses débuts en professionnel, le 5 mars 2018, lors d'une rencontre de championnat face au Kohtla-Järve FC Järve. Titularisé ce jour-là, il participe à la victoire de son équipe en marquant également le premier but de sa carrière (6-0 score final).
Après avoir terminé meilleur buteur de deuxième division estonienne lors de la saison 2021 avec 28 buts en 30 matchs, Robi Saarma rejoint le Paide Linnameeskond le 16 janvier 2022. Il signe un contrat de trois ans, soit jusqu'en décembre 2024.
Le 1er mars 2022, Saarma joue son premier match de Meistriliiga, la première division estonienne, face au JK Vaprus Pärnu lors de la première journée de la saison 2022. Titulaire, il se distingue en délivrant deux passes décisives, contribuant à la victoire de son équipe par trois buts à un.

### En sélection
Robi Saarma représente l'équipe d'Estonie des moins de 18 ans, jouant au total deux matchs en 2018.
Robi Saarma honore sa première sélection avec l'équipe nationale d'Estonie le 12 janvier 2023, lors d'un match amical contre la Finlande. Il entre en jeu à la place de Sergei Zenjov et son équipe l'emporte par un but à zéro,.